# Otto Benecke (Ministerialbeamter)
Otto Benecke (* 11. Dezember 1896 in Braunschweig; † 19. Juli 1964 in Bad Nauheim) war ein deutscher Verwaltungsjurist, Ministerialbeamter und Kulturpolitiker. 

## Leben
Der Sohn eines Regierungsrates besuchte die Volksschule und das Wilhelm-Gymnasium in Braunschweig und nahm nach dem Abitur im Jahr 1914 als Freiwilliger am Ersten Weltkrieg teil. In den Jahren 1919 bis 1921 studierte er Rechts- und Staatswissenschaften in Göttingen, trat dem dortigen Verein Deutscher Studenten (VDSt) bei und wurde im Jahr 1919 zum ersten AStA-Vorsitzenden und Gründungsvorsitzenden des Dachverbands Deutsche Studentenschaft (DSt) gewählt. In dieser Eigenschaft war Benecke maßgeblich an der Ausarbeitung der preußischen Verordnung über die Bildung von Studentenschaften von 1920 beteiligt, die die gewählten Studentenausschüsse erstmals als offizielle Vertretungen anerkannte und sie mit dem Recht zur Selbstverwaltung und zur verpflichtenden Beitragserhebung ausstattete. Benecke war der Überzeugung, dass Studenten, die Verantwortung übernehmen und demokratische Regeln lernen, auch nach Abschluss ihres Studiums motiviert sind, die freiheitliche und demokratische Entwicklung einer Gesellschaft mitzugestalten. Im sogenannten „Verfassungsstreit“ gehörte Benecke zu den Anhängern des „Staatsbürgerprinzips“, demzufolge alle deutschen Staatsangehörigen ungeachtet ihrer ethnisch-religiösen Abstammung der Studentenschaft angehören sollten, während die Mehrheit der Delegierten das völkisch-rassistische Arierprinzip propagierten. Dies und seine Hinwendung zur Weimarer Demokratie entzweiten Benecke zunehmend vom VDSt, aus dem er 1922 wieder austrat.
Nach der Promotion arbeitete Benecke von 1921 bis 1928 im preußischen Kultusministerium, unter anderem als persönlicher Referent des langjährigen Ministers Carl Heinrich Becker. Dieser attestierte Benecke, er habe selbst das Zeug zum Minister, sah ihn allerdings eher im Innenressort und empfahl ihm daher den Wechsel zum Deutschen Städtetag, um dort die nötige Verwaltungserfahrung zu sammeln. 1928 wurde Benecke dort Beigeordneter und Leiter der Kulturabteilung. In dieser Funktion verblieb er auch nach der Machtübernahme durch die Nationalsozialisten, als der Städtetag mit den anderen kommunalen Spitzenverbänden zum Deutschen Gemeindetag zwangsfusioniert wurde. Da Benecke bereits seit dem Jahr 1931 die Arbeitsgemeinschaft für Konzertwesen geleitet hatte, wurde er 1934 Mitglied des Verwaltungsausschusses der Reichsmusikkammer und Leiter des Amtes für Konzertwesen, einer gemeinsamen Einrichtung von Reichsmusikkammer und Deutschem Gemeindetag. Am 4. März 1940 beantragte er die Aufnahme in die NSDAP und wurde zum 1. Juni desselben Jahres aufgenommen (Mitgliedsnummer 7.621.908).
Seit dem Jahr 1946 bis zu seiner Pensionierung 1951 arbeitete Benecke erneut beim wiederbegründeten Deutschen Städtetag und leitete in dieser Zeit zugleich die Geschicke des Deutschen Bühnenvereins (1947–51) sowie der Notgemeinschaft der Deutschen Kunst (1949–51).
Von 1951 bis zu seinem Tode wirkte Benecke als Senator und geschäftsführender Verwaltungsrat führend am Wiederaufbau der Max-Planck-Gesellschaft mit. Seit 1953 war er zudem Mitglied der Deutschen UNESCO-Kommission und für zwei Jahre SPD-Ratsherr in Göttingen.  
Der studentischen Selbstverwaltung fühlte sich Benecke auch in dieser Zeit weiterhin verbunden und unterstützte insbesondere die Sozial- und Flüchtlingsarbeit des im Jahr 1949 neu gegründeten Verbands Deutscher Studentenschaften (VDS). Ihm zu Ehren trägt der 1965 aus dem ehemaligen Sozialamt des Deutschen Bundesstudentenrings hervorgegangene Verein Otto Benecke Stiftung e. V. seinen Namen.
Im Jahr 1956 wurde er mit dem Großen Bundesverdienstkreuz ausgezeichnet.